# Bánki M. Csaba
Bánki M. Csaba (Makó, 1947. április 15.) magyar pszichiáter, pszichofarmakológus. A Magyar Tudományos Akadémia Klinikai Orvosi Bizottságának tagja, a Doktori Tanács titkára. A Magyar Neuropszichofarmakológiai Egyesület elnöke. Az Északkelet-magyarországi Rezidensképző Központ vezetője. Az orvostudományok kandidátusa (1987), doktora (1994).

## Életpályája
Szülei: Bánki Mihály és Meszlényi Emília. 1966-1972 között a Semmelweis Egyetem hallgatója volt. 1972-1973 között sebészeten dolgozott. 1973-1974 között Pétervásárán körzeti orvosként dolgozott. 1974 óta a nagykállói Pszichiátriai Szakkórházban orvos, 1980-2002 között osztályvezető főorvos, 2002 óta tudományos oktatási igazgató. 1978-ban pszichiáter, 1980-ban farmakológus szakvizsgát tett. 1984-1986 között a Duke Egyetem vendégprofesszora volt. 1992 óta címzetes egyetemi docens.
Kutatási területe a biológiai pszichiátria, a gyógyszerkutatás, az agyi transzmitterek, a depresszió és az öngyilkosság.

## Művei
- A beteg elme (1981)
- Az alkoholizmus biológiai kutatása (1984)
- Agyteszt (Flamm Zsuzsával, 1991)
- Farmakológia (egyetemi jegyzet, 1992)
- Az agy évtizedében (1994)
- Életünk és az agy (1995)
- Pánik és fóbiák (1995)
- Agyunk gyógyszerei (1999)
- Tesztelje önmagát! - Intelligencia, önismeret, párkapcsolat (2005)
- Agyunk fogságában (2006)

## Díjai
- Nemes Nagy Ágnes-díj (2000)